# São Luís do Norte
São Luís do Norte is een gemeente in de Braziliaanse deelstaat Goiás. De gemeente telt 4.456 inwoners (schatting 2009).